# Paderno Ponchielli
Paderno Ponchielli – miejscowość i gmina we Włoszech, w regionie Lombardia, w prowincji Cremona.
Według danych na rok 2004 gminę zamieszkiwało 1517 osób, 66 os./km².